# سارگپه جنگلی
سارگپه جنگلی (نام علمی: Buteo trizonatus) یک گونه از پرندگان شکاری آفریقا است. این گونه بومی زادآور در جنگل‌های جنوب و شرق آفریقای جنوبی است. برخی آن را زیرگونه‌ای از سارگپه کوهی (نام علمی: Buto oreophilus) می‌دانند.

## پراکنش
سارگپه جنگلی بوم‌زاد کشورهای آفریقای جنوبی، لسوتو و سوازیلند است.

## زیستگاه
ساگپه جنگلی همان‌طور که از نامش برمی‌آید، در جنگل‌های همیشه‌سبز از جمله اوکالیپتوس و کاج معرفی‌شده زیست می‌کند، جایی که سارگپه دشتی (استپی)، زیستگاه‌های بازتری را برمی‌گزیند.